# Balliol College

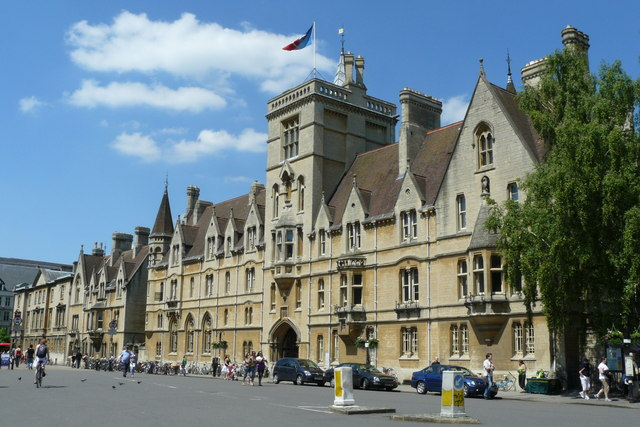
Balliol Colleges huvudingång och fasad mot Broad Street.

Balliol College är ett college vid Oxfords universitet, beläget vid Broad Street i den norra delen av Oxfords historiska innerstad. Det grundades omkring 1263 av John de Balliol och är ett av universitetets tre äldsta college (de andra två är University College och Merton College).

## Historia
Colleget grundades omkring 1263 av den normandisk-skotska adelsmannen John de Balliol, far till kung John Balliol av Skottland, som en del i en förlikning mellan honom och biskopen av Durham. Traditionellt räknas 1263 som collegets grundandeår, då man detta år köpte in en fastighet som bostad för medlemmarna, belägen på den nuvarande platsen. Balliols änka, Dervorguilla av Galloway, kom efter Balliols död att göra ytterligare donationer för att säkra collegets framtid som permanent institution. De äldsta delarna av det nuvarande byggnadskomplexet uppfördes på 1400-talet, medan den nuvarande främre byggnaden mot Broad Street färdigställdes 1868 efter ritningar av Alfred Waterhouse. Colleget slogs samman med den medeltida New Inn Hall 1887.

## Traditioner
Collegets skyddshelgon är den heliga Katarina av Alexandria, och hennes dag den 25 november högtidlighålls med en middag varje år.

## Kända personer
Colleget har ett stort antal kända alumner. Fem nobelpristagare har studerat vid colleget: Cyril Norman Hinshelwood (kemi, 1956), John Hicks (ekonomi, 1972), Baruch S. Blumberg (fysiologi eller medicin, 1976), Anthony J. Leggett (fysik, 2003) och Oliver Smithies (fysiologi eller medicin, 2007). Sju nobelpristagare har dessutom undervisat vid colleget: George Beadle (fysiologi eller medicin, 1958), Norman F. Ramsey (fysik, 1989), Robert Solow (ekonomi, 1987), John H. van Vleck (fysik, 1977), Gunnar Myrdal (ekonomi, 1974), Linus Pauling (fred, 1962 och kemi, 1954) samt William D. Phillips (fysik, 1997).
En av collegets mest berömda studenter är filosofen Adam Smith. Inom naturvetenskaperna är evolutionsbiologen Richard Dawkins en av collegets mest kända studenter.
Fyra brittiska premiärministrar har studerat vid Balliol: H. H. Asquith, Harold Macmillan, Edward Heath och Boris Johnson. Andra kända politiker som studerat vid Balliol är den liberala politikern Jo Grimond och Tysklands tidigare president Richard von Weizsäcker. Bland kungligheter kan nämnas kung Olav V av Norge och sonen Harald V samt kejsarinnan Masako av Japan.
Kända författare som studerat vid colleget är bland andra David Aaronovitch, Christopher Hitchens, Matthew Arnold, Graham Greene, Aldous Huxley och Nevil Shute.

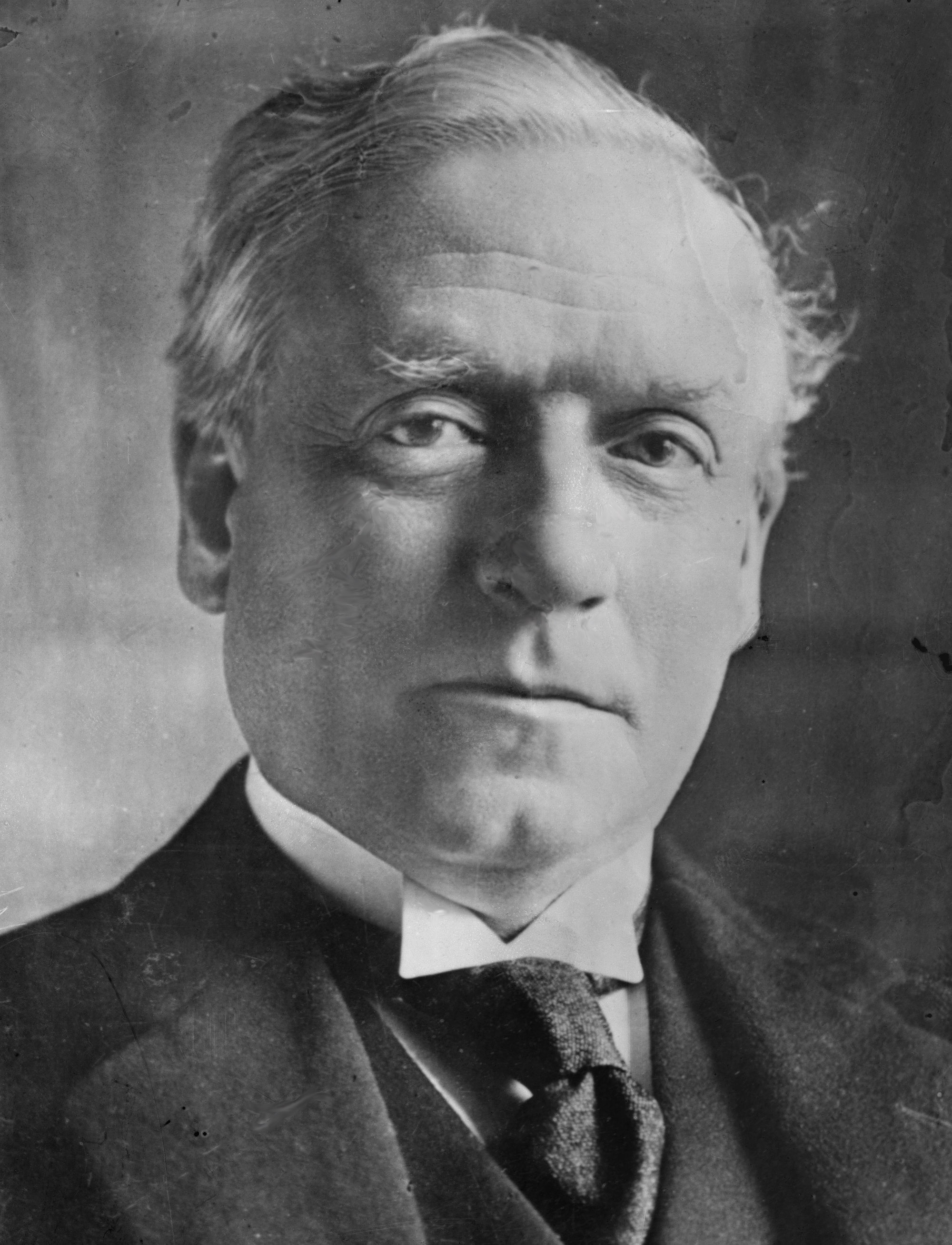
H. H. Asquith
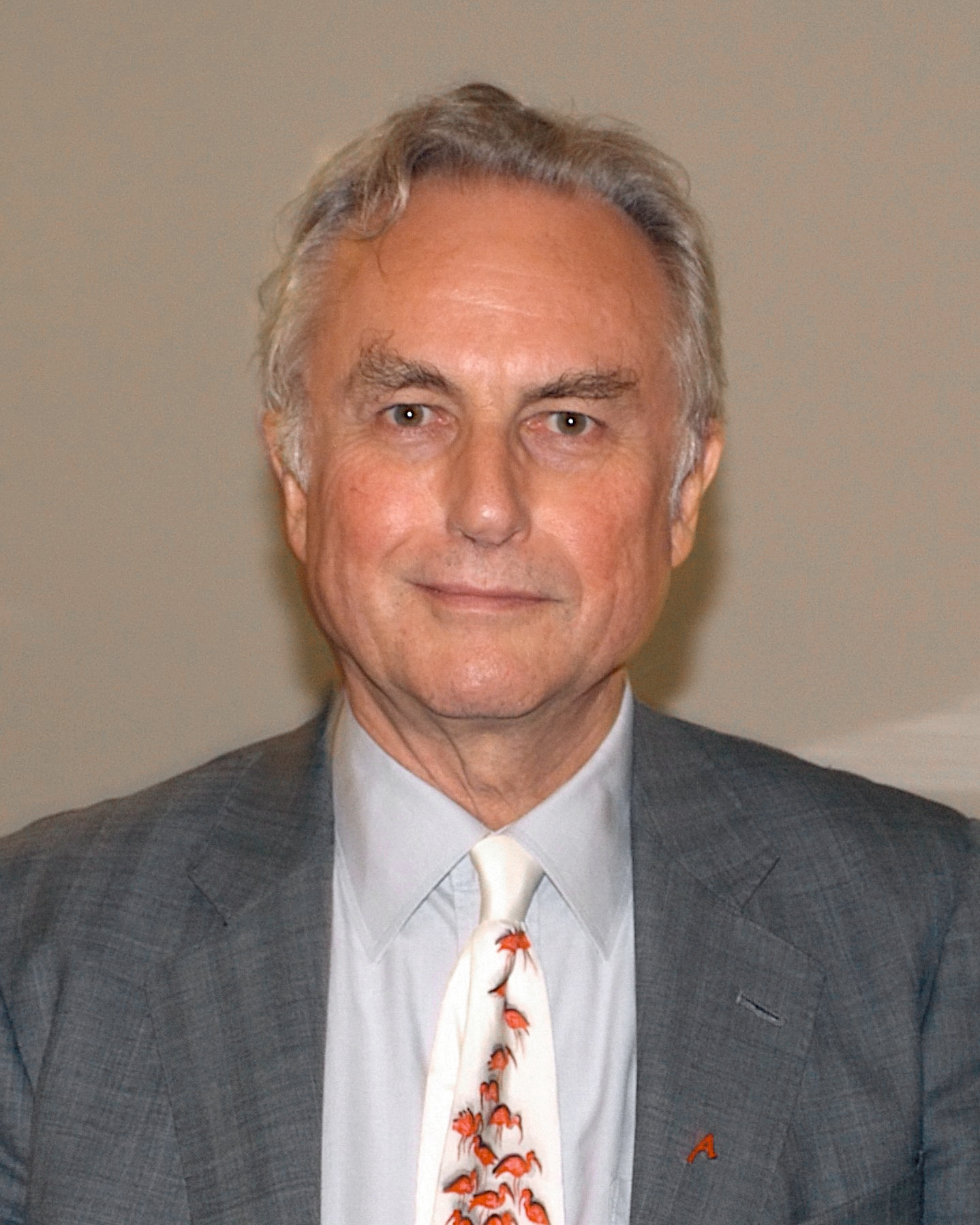
Richard Dawkins
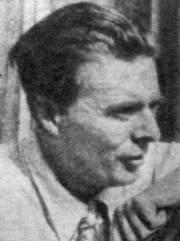
Aldous Huxley
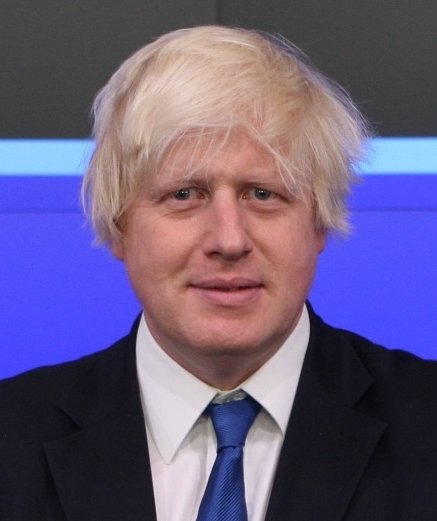
Boris Johnson
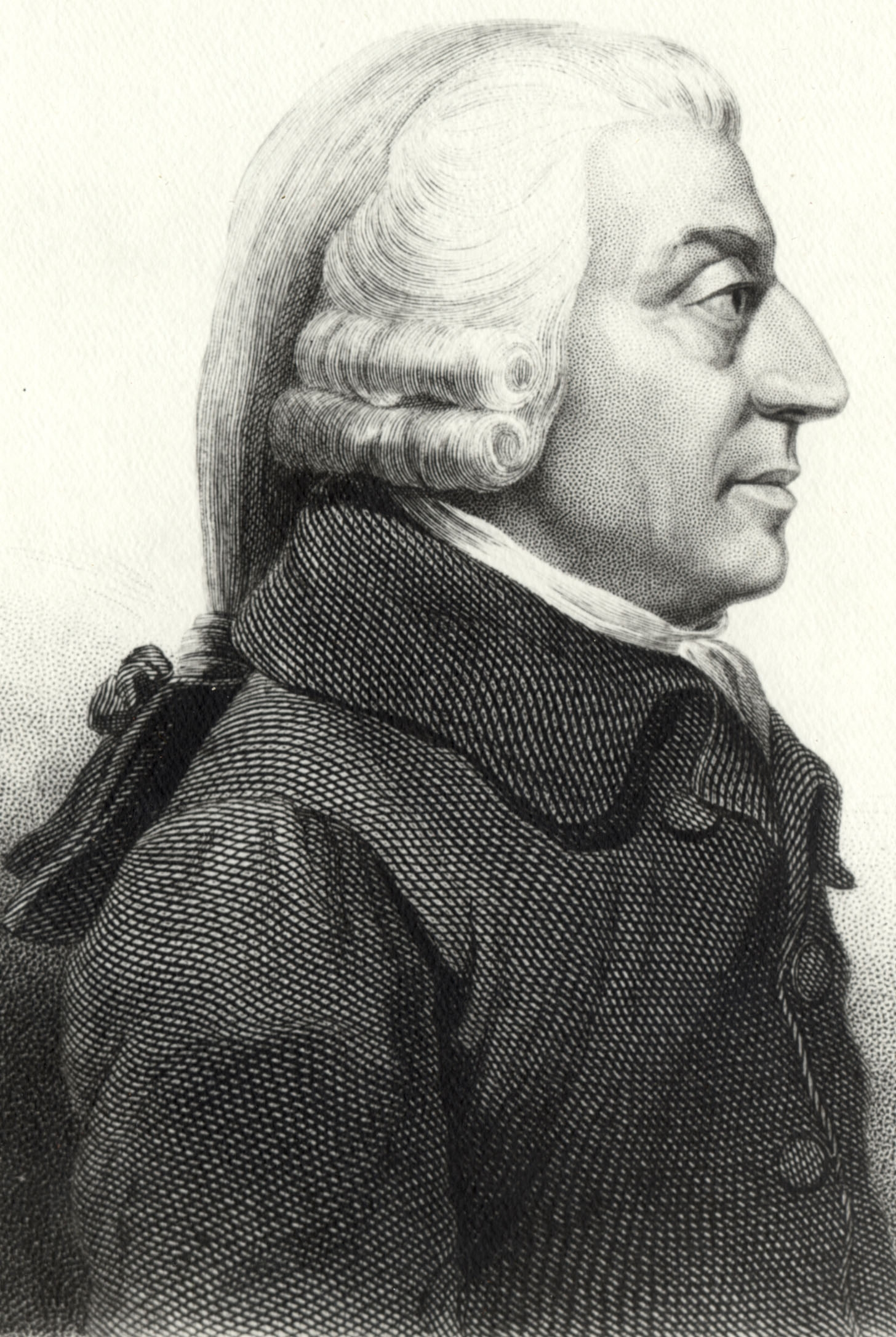
Adam Smith